# Forcipomyia flavipectoralis
Forcipomyia flavipectoralis är en tvåvingeart som beskrevs av Tokunaga 1959. Forcipomyia flavipectoralis ingår i släktet Forcipomyia och familjen svidknott. Inga underarter finns listade i Catalogue of Life.